# Pseudotheta
Pseudotheta är ett släkte av fjärilar. Pseudotheta ingår i familjen praktmalar, Oecophoridae.
Kladogram enligt Catalogue of Life:
| Pseudotheta | \| \| Pseudotheta astigmatica \| \| \| \| \| \| Pseudotheta euspila \| \| \| \| \| \| Pseudotheta syrtica \| \| \| \| |
|             | \| \| Pseudotheta astigmatica \| \| \| \| \| \| Pseudotheta euspila \| \| \| \| \| \| Pseudotheta syrtica \| \| \| \| |
|             | Pseudotheta astigmatica                                                                                               |
|             | |
|             | Pseudotheta euspila                                                                                                   |
|             | |
|             | Pseudotheta syrtica                                                                                                   |
|             | |